# Kristian Osvald Viderø

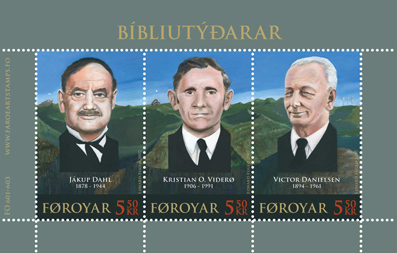
Die drei färöischen Bibelübersetzer: Jákup Dahl, Kristian Osvald Viderø und Victor Danielsen. Färöische Briefmarken von 2007.

Kristian Osvald Viderø (* 27. Mai 1906 in Skálavík, Färöer; † 8. April 1991 in Kopenhagen) war ein färöischer Dichter, Vikar und Bibelübersetzer.
Kristian Osvald stammt wie sein Zeitgenosse Heðin Brú aus dem Dorf Skálavík auf Sandoy. Wie er, fuhr er zunächst als Fischer zur See. An der Universität Kopenhagen studierte er bis 1941 Theologie. Nach dem Tode von Propst Jacob Dahl 1944 übernahm er dessen Übersetzung des Alten Testaments in die färöische Sprache, die 1961 veröffentlicht wurde und seitdem die offizielle Version der evangelisch-lutherischen Staatskirche auf dem Nordatlantik-Archipel ist.
In der Zeit 1947–1952 war Viderø Pastor in der Gemeinde Nordstreymoy an der Kirche in Hvalvík. 1953–1965 war er Pfarrer in der Gemeinde Südstreymoy – und eine kurze Zeit – von 1965 bis 1968 amtierte er als Pfarrer in der östlichen Gemeinde Viðareiði auf den Norðoyar. Ab 1968 bis zu seinem Ruhestand 1977 war Viderø Pfarrer in der nördlichen Gemeinde auf Suðuroy mit Sitz auf dem Pfarrhof in Hvalba.
Als Pensionär pilgerte Kristian Osvald Viderø zu den Heiligen Stätten im Nahen Osten und Indien. Sein Reisebericht aus Jerusalem gilt als sein erstes eigenes literarisches Werk. Es folgte eine kulturhistorische Beschreibung des färöischen Dorflebens und seine Memoiren Á annað Suðurlandið in Versform. Er kehrte nie auf die Färöer zurück und verstarb 1991 84-jährig in Kopenhagen.

## Werke
Auf Deutsch liegt vor:
- „Das erste Mal fort von zu Hause (Frá landi á fyrsta sinni)“. In: »Von Inseln weiß ich...« Geschichten von den Färöern. Herausgegeben von Verena Stössinger und Anna Katharina Dömling, Unionsverlag ISBN 3-293-00366-4